# Arvika (comune)
Arvika è un comune svedese di 26 087 abitanti, situato nella contea di Värmland. Il suo capoluogo è la città omonima.

## Località
Nel territorio comunale sono comprese le seguenti aree urbane (tätort):
- Åmotfors (parte)
- Arvika
- Edane
- Glava
- Gunnarskog
- Jössefors
- Klässbol
- Sulvik

## Amministrazione

### Gemellaggi
- Kongsvinger
- Skive
- Ylöjärvi